# Metopius eritreae
Metopius eritreae là một loài tò vò trong họ Ichneumonidae.